# Lista över avsnitt av Star Trek: Discovery
Detta är en lista över avsnitt av TV-serien Star Trek: Discovery. Serien är den sjunde Star Trek–serien och hade premiär på CBS och CBS All Access den 24 september 2017.

## Översikt
| Säsong | Säsong | Avsnitt | Avsnitt | Originalvisning       | Originalvisning      |
| Säsong | Säsong | Avsnitt | Avsnitt | Första sändningsdatum | Sista sändningsdatum |
| ------ | ------ | ------- | ------- | --------------------- | -------------------- |
|        | 1      | 15      | 15      | 24 september 2017     | 11 februari 2018     |
|        | 2      | 13      | 13      | 2019                  | TBA                  |

## Avsnitt

### Säsong 1 (2017–18)
| Nr i serien | Nr i säsongen | Titel                                              | Regissör             | Manus | Originalvisning   |
| ----------- | ------------- | -------------------------------------------------- | -------------------- | --- | ----------------- |
| 1           | 1             | "The Vulcan Hello"                                 | David Semel          | Synopsis av : Bryan Fuller & Alex Kurtzman Manus av : Akiva Goldsman & Bryan Fuller                                        | 24 september 2017 |
| 2           | 2             | "Battle at the Binary Stars"                       | Adam Kane            | Synopsis av : Bryan Fuller Manus av : Gretchen J. Berg & Aaron Harberts                                                    | 24 september 2017 |
| 3           | 3             | "Context Is for Kings"                             | Akiva Goldsman       | Synopsis av : Bryan Fuller & Gretchen J. Berg & Aaron Harberts Manus av : Gretchen J. Berg & Aaron Harberts & Craig Sweeny | 1 oktober 2017    |
| 4           | 4             | "The Butcher's Knife Cares Not for the Lamb's Cry" | Olatunde Osunsanmi   | Jesse Alexander & Aron Eli Coleite                                                                                         | 8 oktober 2017    |
| 5           | 5             | "Choose Your Pain"                                 | Lee Rose             | Synopsis av : Gretchen J. Berg & Aaron Harberts & Kemp Powers Manus av : Kemp Powers                                       | 15 oktober 2017   |
| 6           | 6             | "Lethe"                                            | Douglas Aarniokoski  | Joe Menosky & Ted Sullivan                                                                                                 | 22 oktober 2017   |
| 7           | 7             | "Magic to Make the Sanest Man Go Mad"              | David M. Barrett     | Aron Eli Coleite & Jesse Alexander                                                                                         | 29 oktober 2017   |
| 8           | 8             | "Si Vis Pacem, Para Bellum"                        | John S. Scott        | Kirsten Beyer | 5 november 2017   |
| 9           | 9             | "Into the Forest I Go"                             | Chris Byrne          | Bo Yeon Kim & Erika Lippoldt                                                                                               | 12 november 2017  |
| 10          | 10            | "Despite Yourself"                                 | Jonathan Frakes      | Sean Cochran | 7 januari 2018    |
| 11          | 11            | "The Wolf Inside"                                  | TJ Scott             | Lisa Randolph | 14 januari 2018   |
| 12          | 12            | "Vaulting Ambition"                                | Hanelle M. Culpepper | Jordon Nardino | 21 januari 2018   |
| 13          | 13            | "What's Past Is Prologue"                          | Olatunde Osunsanmi   | Ted Sullivan | 28 januari 2018   |
| 14          | 14            | "The War Without, The War Within"                  | David Solomon        | Lisa Randolph | 4 februari 2018   |
| 15          | 15            | "Will You Take My Hand?"                           | Akiva Goldsman       | Synopsis av : Akiva Goldsman & Gretchen J. Berg & Aaron Harberts Manus av : Gretchen J. Berg & Aaron Harberts              | 11 februari 2018  |

### Säsong 2
Produktionen på den andra säsongen drog igång den 16 april 2018, efter att den beställdes i oktober 2017, och kommer att fortsätta fram till den 8 november samma år. Säsongen förväntas ha premiär år 2019 och kommer att bestå av 13 avsnitt.